# HC Davos
HC Davos eller Hockey Club Davos är en professionell ishockeyklubb i Davos, Schweiz, grundad 1921, och spelar i den schweiziska Nationalliga A. Laget är ett av ligans mest framgångsrika och har ofta flera schweiziska landslagsspelare och spelare som spelat i NHL. HC Davos är även värd till Spengler Cup-turneringen som spelas varje år.

## Meriter
Schweiziska mästare: 31 (1926, 1927, 1929, 1930, 1931, 1932, 1933, 1934, 1935, 1937, 1938, 1939, 1941, 1942, 1943, 1944, 1945, 1946, 1947, 1948, 1950, 1958, 1960, 1984, 1985, 2002, 2005, 2007, 2009, 2011, 2015)
Slutsegrar i Spengler Cup: 15 (1927, 1933, 1936, 1938, 1941, 1942, 1943, 1951, 1957, 1958, 2000, 2001, 2004, 2006, 2009, 2011)

## Arena
HC Davos spelar sina hemmamatcher i Vaillant Arena på Eisstadion Davos, som rymmer 7 080 åskådare.

## Övrigt
HC Davos är det enda klubben från Nationalliga A som medverkar i EA Sports spelserie NHL mellan NHL 06 och NHL 09.